# Hervormde Kerk (Limmen)
Hervormde Kerk is een eenbeukig kerkgebouw aan de Zuidkerkenlaan 23 in het Noord-Hollandse Limmen. De kerk is gebouwd op een strandwal.

## Geschiedenis
De eerste vermelding van de kerk stamt uit 740 waaruit blijkt dat de kerk werd vernieuwd. Omstreeks 800 wordt er gesproken over een vermoedelijk houten kerkje in Limbon dat toebehoort aan de toenmalige Sint Maartenskerk in Utrecht. Vermoedelijk is rond 1100 de houten kerk door een tufstenen kerk vervangen.
In de 13e eeuw kreeg het tufstenen zaalkerkje een laatromaanse bakstenen toren die los werd gebouwd van het kerkje. Om het instorten tegen te gaan bouwde men aan de binnenzijde van de westmuur zware steunberen van tufsteen. Tijdens de Tachtigjarige Oorlog werd de kerk gedeeltelijk verwoest tijdens het Beleg van Alkmaar (1573). Het hout werd gebruikt om een verschansing te maken. Na het ontzet van Alkmaar kwam de kerk in protestantse handen. In 1598 werd de kerk weer opgebouwd en kreeg het huidige uiterlijk. In 1806 werden de laatste ruïnes aan de oostzijde verwijderd.
Tijdens de inval van Engelse en Russische troepen in Noord-Holland in 1799 zijn Bataafse troepen in de kerk gelegerd geweest. Kerkboeken vermelden plunderingen en vernielingen.
Sinds 1967 staat de kerk als rijksmonument ingeschreven in het monumentenregister. De kerk onderging in 1967/1968 en 2000/2002 een restauratie.

## Interieur
Tegen de oostmuur bevindt zich een aanbouw met een grafkelder van de familie Du Peyrou. In de klokkenstoel hangt een klok van 751 kg gemaakt door Pieter en François Hemony in 1650. Het mechanisch torenuurwerk is uit 1934 en heeft een elektrische opwinding en is gemaakt door Klokkengieterij Eijsbouts. Het orgel met hoofdwerk en nevenwerk is gemaakt door P. Flaes in 1876.

## Foto's

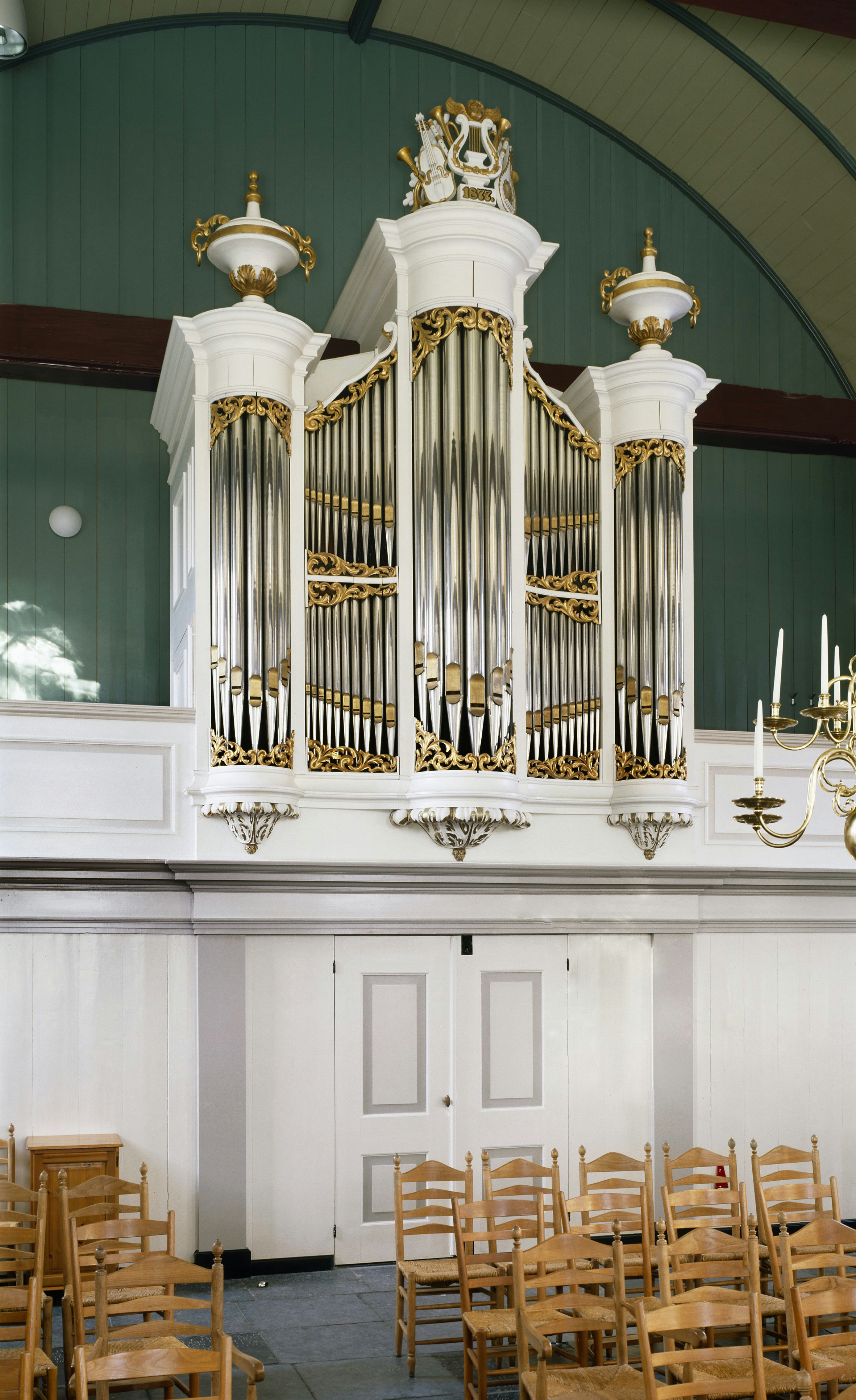
Orgel uit 1876
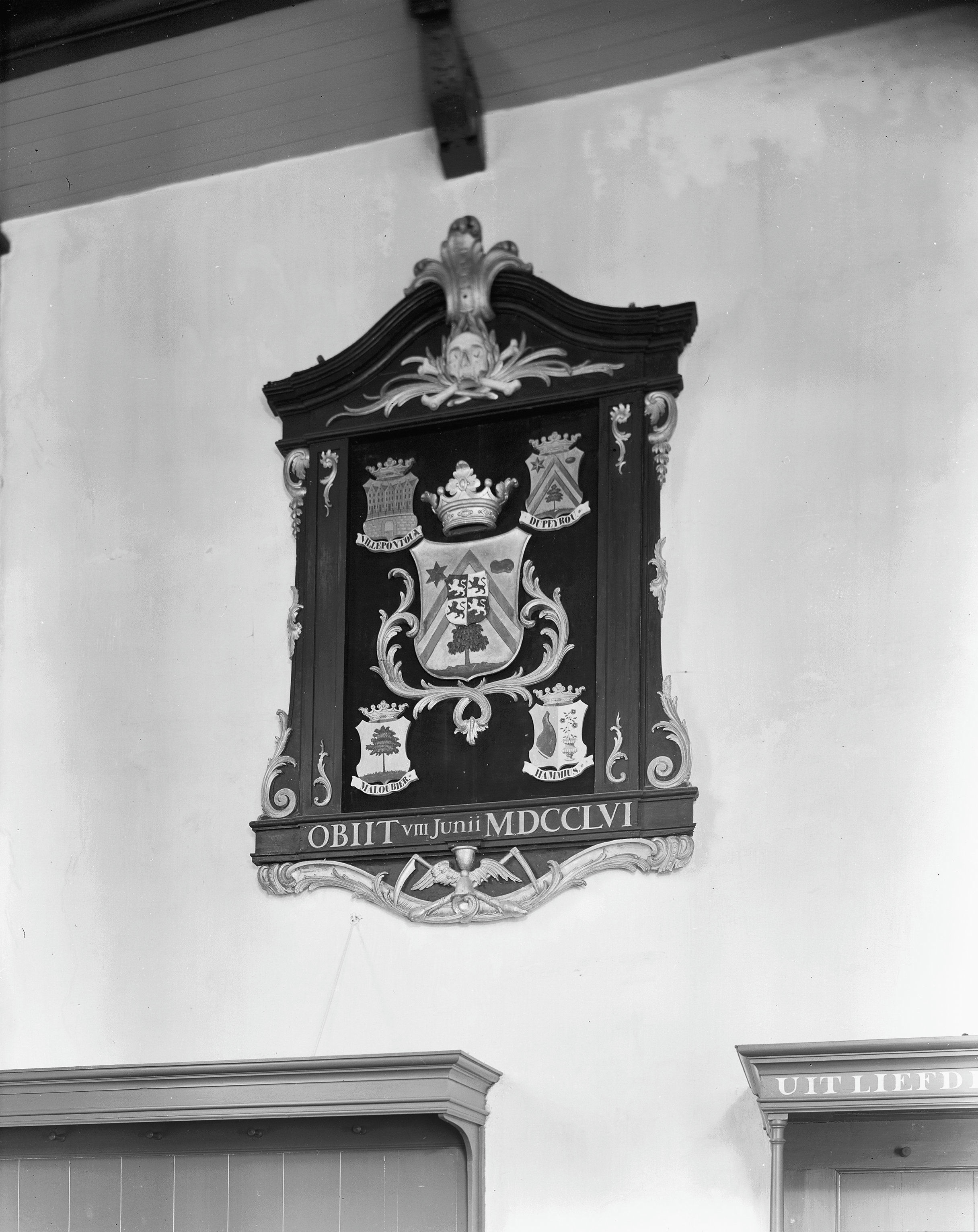
Rouwbord
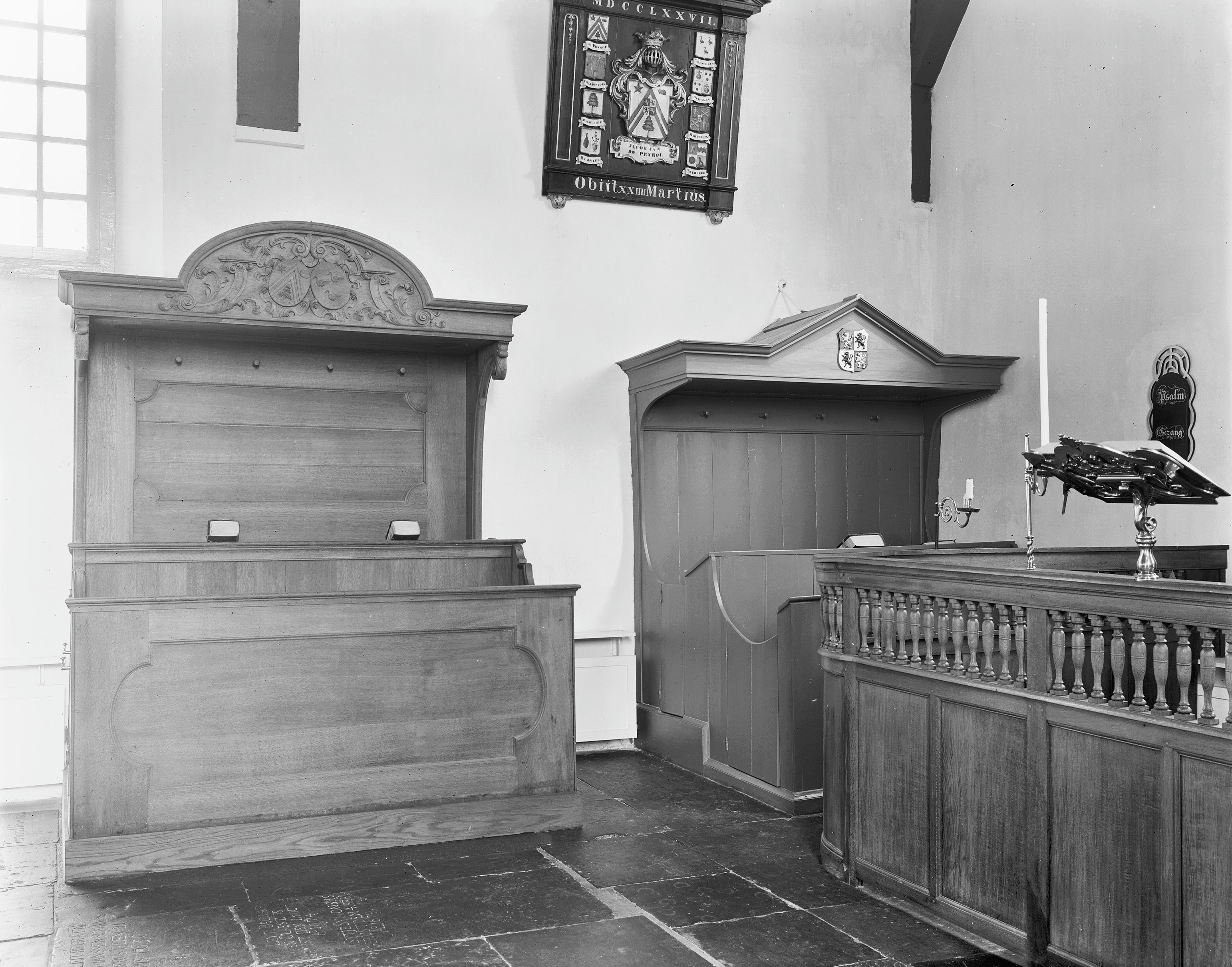
Herenbanken uit de eerste kwart 18e eeuw